# Regional Preferente de Navarra 1979-80
La temporada 1979-80 de Regional Preferente de Navarra era el quinto nivel de las Ligas de fútbol de España para los clubes de Navarra y La Rioja, por debajo de la Tercera División de España.

## Sistema de competición
Los 20 equipos en un único grupo, que se enfrentan a doble vuelta, una vez en casa y otra en el campo del equipo rival, todos contra todos.
Al final de esta temporada se reformaría la Tercera División, pasando de 8 grupos a 13, encuadrando a los equipos navarros y riojanos junto con los aragoneses en el grupo IV. Al haber más plazas disponibles en la división superior, este año no hubo promoción de ascenso y los tres primeros clasificados ascendieron directamente.
Los puestos de descenso directo son variables, dependiendo de los ascensos a Tercera División y los descensos desde esta categoría de equipos riojanos y navarros. Se deben compensar con los tres ascensos directos desde Primera Regional de los campeones de cada grupo. Esta temporada no hubo ningún descenso directo. Además, hay una promoción de permanencia-ascenso entre los tres equipos clasificados justo por encima de los descendidos directamente y los segundos clasificados de cada grupo de Primera Regional.

## Clasificación[1]
| Pos. | Equipo                           | Pts. | PJ | G  | E  | P  | GF | GC | Dif. |                          |
| ---- | -------------------------------- | ---- | -- | -- | -- | -- | -- | -- | ---- | ------------------------ |
| 1    | C. D. Arnedo (C, A)              | 58   | 38 | 26 | 6  | 6  | 80 | 26 | +54  | Ascenso a Tercera        |
| 2    | C. Atlético Osasuna Promesas (A) | 53   | 38 | 25 | 3  | 10 | 92 | 47 | +45  | Ascenso a Tercera        |
| 3    | C. D. Burladés (A)               | 52   | 38 | 22 | 8  | 8  | 66 | 41 | +25  | Ascenso a Tercera        |
| 4    | C. Atlético Cirbonero            | 51   | 38 | 24 | 3  | 11 | 82 | 44 | +38  |                          |
| 5    | C. D. Izarra                     | 50   | 38 | 20 | 10 | 8  | 55 | 30 | +25  |                          |
| 6    | C. D. Iruña                      | 49   | 38 | 22 | 5  | 11 | 51 | 35 | +16  |                          |
| 7    | Murchante F. C.                  | 40   | 38 | 16 | 8  | 14 | 58 | 51 | +7   |                          |
| 8    | S. D. Alsasua                    | 39   | 38 | 16 | 7  | 15 | 60 | 56 | +4   |                          |
| 9    | C. D. Alfaro                     | 38   | 38 | 15 | 8  | 15 | 54 | 45 | +9   |                          |
| 10   | C. D. Ence                       | 35   | 38 | 15 | 5  | 18 | 55 | 53 | +2   |                          |
| 11   | A. D. Noáin                      | 34   | 38 | 15 | 4  | 19 | 53 | 48 | +5   |                          |
| 12   | C. D. Aluvión                    | 34   | 38 | 14 | 6  | 18 | 57 | 64 | −7   |                          |
| 13   | C. D. Peña Azagresa              | 33   | 38 | 14 | 5  | 19 | 52 | 61 | −9   |                          |
| 14   | C. D. Oberena                    | 33   | 38 | 13 | 7  | 18 | 44 | 57 | −13  |                          |
| 15   | C. D. Erriberri                  | 33   | 38 | 12 | 9  | 17 | 48 | 59 | −11  |                          |
| 16   | Náxara C. D.                     | 31   | 38 | 12 | 7  | 19 | 41 | 75 | −34  |                          |
| 17   | C. D. Lodosa                     | 29   | 38 | 12 | 5  | 21 | 42 | 76 | −34  |                          |
| 18   | C. D. Zarramonza                 | 24   | 38 | 9  | 6  | 23 | 44 | 92 | −48  | Promoción de permanencia |
| 19   | C. D. Tudelano Promesas          | 23   | 38 | 10 | 3  | 25 | 36 | 65 | −29  | Promoción de permanencia |
| 20   | C. F. Beti Casedano              | 21   | 38 | 7  | 7  | 24 | 35 | 68 | −33  | Promoción de permanencia |

 Fuente: Fútbol Regional

## Promoción de permanencia[2]
| Equipo 1            | Agr.           | Equipo 2                | Ida | Vuelta |
| ------------------- | -------------- | ----------------------- | --- | ------ |
| C. D. Aldeano       | 1-2            | C. D. Zarramonza        | 0-0 | 1-2    |
| C. D. Larrate       | 2-4            | C. D. Tudelano Promesas | 2-1 | 0-3    |
| C. F. Beti Casedano | 4-4 (4:2 pen.) | C. D. Beti Onak         | 3-2 | 1-2    |

| Ida; 11 de junio de 1980 | C. D. Aldeano | 0:0 | C. D. Zarramonza |  |  |

| Vuelta; 15 de junio de 1980 | C. D. Zarramonza | 2:1 (Global 2:1) | C. D. Aldeano |  |  |

| Ida; 11 de junio de 1980 | C. D. Larrate | 2:1 | C. D. Tudelano Promesas |  |  |

| Vuelta; 15 de junio de 1980 | C. D. Tudelano Promesas | 3:0 (Global 4:2) | C. D. Larrate |  |  |

| Ida; 11 de junio de 1980 | C. F. Beti Casedano | 3:2 | C. D. Beti Onak |  |  |

| Vuelta; 15 de junio de 1980 | C. D. Beti Onak | 2:1 (t. s.)(2:4 p.)(Global 4:4) | C. F. Beti Casedano |  |  |

| Permanecen en Regional Preferente | Permanecen en Primera Regional |
| C. D. Zarramonza                  | C. D. Aldeano                  |
| C. D. Tudelano Promesas           | C. D. Larrate                  |
| C. F. Beti Casedano               | C. D. Beti Onak                |